# Bộ Ngọc (玉)
Bộ Ngọc, bộ thứ 96 có nghĩa là "ngọc" là 1 trong 23 bộ có 5 nét trong số 214 bộ thủ Khang Hy.
Trong Từ điển Khang Hy có 473 chữ (trong số hơn 40.000) được tìm thấy chứa bộ này.

## Tự hình Bộ Ngọc (玉)

Giáp cốt văn
Kim văn
Tiểu triện

## Chữ sử dụng Bộ Ngọc (玉)
| Số nét bổ sung | Chữ |
| -------------- | --- |
| 0              | 玉 玊 王 |
| 1              | 玌 玍 |
| 2              | 玎 玏 玐 玑 |
| 3              | 玒 玓 玔 玕 玖 玗 玘 玙 玚 玛                                                                                           |
| 4              | 玜 玝 玞 玟 玠 玡 玢 玣 玤 玥 玦 玧 玨 玩 玪 玫 玬 玭 玮 环 现 玱                                                       |
| 5              | 玲 玳 玴 玵 玶 玷 玸 玹 玺 玻 玼 玽 玾 玿 珀 珁 珂 珃 珄 珅 珆 珇 珈 珉 珊 珋 珌 珍 珎 珏 珐 珑                         |
| 6              | 珒 珓 珔 珕 珖 珗 珘 珙 珚 珛 珜 珝 珞 珟 珠 珡 珢 珣 珤 珥 珦 珧 珨 珩 珪 珫 珬 班 珮 珯 珰 珱 珲                      |
| 7              | 珳 珴 珵 珶 珷 珸 珹 珺 珻 珼 珽 現 珿 琀 琁 琂 球 琄 琅 理 琇 琈 琉 琊 琋 琌 琍 琎 琏 琐 琑 琒 琓 琔                   |
| 8              | 琕 琖 琗 琘 琙 琚 琛 琜 琝 琞 琟 琠 琡 琢 琮 琯 琰 琱 琲 琳 琴 琺 琣 琤 琥 琦 琧 琨 琩 琪 琫 琬 琭 琵 琶 琷 琸 琹 琻 琼 |
| 9              | 琽 琾 琿 瑀 瑁 瑂 瑃 瑄 瑅 瑆 瑇 瑈 瑉 瑊 瑋 瑌 瑍 瑎 瑏 瑐 瑑 瑒 瑓 瑔 瑕 瑖 瑗 瑘 瑙 瑚 瑛 瑜 瑝 瑞 瑟 瑶             |
| 10             | 瑠 瑡 瑢 瑣 瑤 瑥 瑦 瑧 瑨 瑩 瑪 瑫 瑬 瑭 瑮 瑯 瑰 瑱 瑲 瑳 瑴 瑵 瑷 瑸                                                 |
| 11             | 瑹 瑺 瑻 瑼 瑽 瑾 瑿 璀 璁 璂 璃 璄 璅 璆 璇 璈 璉 璊 璋 璌 璎 璓                                                       |
| 12             | 璍 璏 璐 璑 璒 璔 璕 璖 璗 璘 璙 璚 璛 璜 璝 璞 璟 璠 璡 璢 璣 璤                                                       |
| 13             | 璥 璦 璧 璨 璩 璪 璫 璬 璭 璮 璯 環 璱 璲 璳 璴                                                                         |
| 14             | 璵 璶 璷 璸 璹 璺 璻 璼 璽 璾 璿 瓀 瓁 瓂                                                                               |
| 15             | 瓃 瓄 瓅 瓆 瓇 瓈 瓉 瓊 瓋                                                                                              |
| 16             | 瓌 瓍 瓎 瓏 瓐 瓑 瓒 |
| 17             | 瓓 瓔 瓕 瓖 |
| 18             | 瓗 瓘 瓙 |
| 19             | 瓚 |
| 20             | 瓛 |